# 꺽저기
꺽저기는 꺽지과의 민물고기이다. 한반도의 탐진강 수계와 일본의 일부 지역에만 서식한다. 일본에 사는 재래 농어아목 중에서 바다와 강을 회유하지 않는 종으로는 꺽저기가 유일하다.

## 생활
물이 천천히 흐르고 모래와 자갈이 깔린 하천 중류의 수초가 많은 곳에 산다.

## 형태
몸은 옆으로 납작하며 몸 높이는 높다. 머리는 크고 주둥이는 뽀족하다. 아래턱이 위턱보다 약간 길며 입은 크다. 눈은 머리 앞쪽 윗부분에 있다.

## 보호
1996년부터 멸종위기종으로 지정되었다 2005년에 보호종에서 해제되었다가 2012년에 좀수수치와 함께 다시 멸종위기 야생생물 Ⅱ급으로 지정되었다.

## 참조
1. ↑  국립생물자원관. “꺽저기”. 《한반도의 생물다양성》. 대한민국 환경부.
2. ↑  細谷和海「オヤニラミ」『レッドデータブック2014 －日本の絶滅のおそれのある野生動物－4 汽水・淡水魚類』環境省自然環境局野生生物課希少種保全推進室編、株式会社ぎょうせい、2015年、218-219頁。
3. ↑  노세윤. 《민물고기 쉽게 찾기》.